# مايك كولمان
مايك كولمان (بالإنجليزية: Mike Colman)‏ هو لاعب هوكي جليد أمريكي، ولد في 4 أغسطس 1968 في ستونهام في الولايات المتحدة، وتوفي في 5 أبريل 1994 في كانساس سيتي في الولايات المتحدة.

## وصلات خارجية
- مايك كولمان على موقع قاعة مشاهير الهوكي (لاعب أن.إتش.أل) (الإنجليزية)
- مايك كولمان على موقع EliteProspects.com (الإنجليزية)
- مايك كولمان على موقع HockeyDB.com (الإنجليزية)
- مايك كولمان على موقع Hockey-Reference.com (الإنجليزية)